# Arquidiócesis de Colombo
La arquidiócesis de Colombo (en latín: Archidioecesis Columben(sis) in Taprobane, en inglés: Roman Catholic Archdiocese of Colombo y en cingalés: කොළඹ අගරදගුරු පදවිය) es una circunscripción eclesiástica latina de la Iglesia católica en Sri Lanka, sede metropolitana de la provincia eclesiástica de Colombo. La arquidiócesis tiene al arzobispo cardenal Albert Malcolm Ranjith Patabendige Don como su ordinario desde el 16 de junio de 2009. 

## Territorio y organización
La arquidiócesis tiene 3684 km² y extiende su jurisdicción sobre los fieles católicos de rito latino residentes en los distritos de Colombo, Gampaha y Kalutara en la provincia Occidental. Los Anales de la Congregación para la Evangelización de los Pueblos mencionan que en 1836, tras el nombramiento de Clément Bonnand como vicario apostólico de Pondicherry (hoy arquidiócesis de Pondicherry y Cuddalore), fue autorizado por la Santa Sede a enviar misioneros a las islas Maldivas, donde la fe cristiana nunca había llegado. Pero desde 1886 la jurisdicción territorial sobre las Maldivas estuvo a cargo de la arquidiócesis de Colombo.
La sede de la arquidiócesis se encuentra en la ciudad de Colombo, en donde se halla la Catedral de Santa Lucía.
En 2019 en la arquidiócesis existían 132 parroquias.
La arquidiócesis tiene como sufragáneas a las diócesis de Anuradhapura, Badulla, Batticaloa, Chilaw, Galle, Jaffna, Kandy, Kurunegala, Mannar, Ratnapura y Trincomalee.
En las Maldivas el islam es la religión del Estado y no hay libertad de culto. La Constitución de Maldivas no otorga derechos de ciudadanía a quienes no son musulmanes, y quienes se encuentran en posesión de material religioso no islámico pueden estar sujetos a arresto y torturas.

## Historia
El vicariato apostólico de Ceilán fue erigido el 3 de diciembre de 1834 con el breve Ex munere del papa Gregorio XVI separando territorio de la diócesis de Cochín.
El 17 de febrero de 1845 cedió una parte de su territorio para la erección del vicariato apostólico de Jaffna (hoy diócesis) y al mismo tiempo asumió el nombre de vicariato apostólico de Colombo.
El 20 de abril de 1883 cedió otra porción de territorio para la erección del vicariato apostólico de Kandy (hoy diócesis) mediante el breve Quo satius del papa León XIII.
El 1 de septiembre de 1886 el vicariato apostólico fue elevado al rango de arquidiócesis con la bula Humanae salutis del papa León XIII. El 7 de junio del año siguiente, con el breve Post initam se instituyó la provincia eclesiástica de Colombo, que incluía como sufragáneas a las diócesis de Jaffna y Kandy.
El 25 de agosto de 1893 volvió a ceder una parte de territorio para la erección de la diócesis de Galle mediante el breve In hac beati Petri cathedra del papa León XIII, y al mismo tiempo adquirió parte del territorio de la diócesis de Jaffna.
El 5 de enero de 1939 volvió a ceder una parte del territorio para la erección de la diócesis de Chilaw mediante la bula Ad catholicum nomen del papa Pío XI.
Del 6 de diciembre de 1944 al 22 de mayo de 1972 tuvo el nombre de arquidiócesis de Colombo en Ceilán.
El 28 de junio de 1954, con la carta apostólica Insignis est, el papa Pío XII proclamó a la Santísima Virgen María Asunción a los Cielos patrona de la arquidiócesis, y a santa Lucía, virgen y mártir, patrona de la ciudad episcopal.

## Estadísticas
De acuerdo al Anuario Pontificio 2020 la arquidiócesis tenía a fines de 2019 un total de 697 000 fieles bautizados.
| Año                                                                             | Población            | Población | Población      | Sacerdotes | Sacerdotes    | Sacerdotes    | Bautizados por sacerdote | Diáconos permanentes | Religiosos | Religiosos | Parroquias |
| Año                                                                             | Bautizados católicos | Total     | % de católicos | Total      | Clero secular | Clero regular | Bautizados por sacerdote | Diáconos permanentes | Varones    | Mujeres    | Parroquias |
| ------------------------------------------------------------------------------- | -------------------- | --------- | -------------- | ---------- | ------------- | ------------- | ------------------------ | -------------------- | ---------- | ---------- | ---------- |
| 1950                                                                            | 291 210              | 1 876 904 | 15.5           | 166        | 38            | 128           | 1754                     |                      | 130        | 933        | 70         |
| 1969                                                                            | 395 610              | 2 840 110 | 13.9           | 220        | 102           | 118           | 1798                     |                      | 307        | 1101       | 82         |
| 1980                                                                            | 491 303              | 3 696 000 | 13.3           | 182        | 109           | 73            | 2699                     | 3                    | 273        | 1133       | 93         |
| 1990                                                                            | 553 610              | 4 320 000 | 12.8           | 265        | 156           | 109           | 2089                     |                      | 240        | 1099       | 105        |
| 1999                                                                            | 547 565              | 4 605 527 | 11.9           | 344        | 205           | 139           | 1591                     | 1                    | 288        | 1020       | 120        |
| 2000                                                                            | 557 387              | 4 615 349 | 12.1           | 351        | 210           | 141           | 1587                     | 1                    | 284        | 1035       | 123        |
| 2001                                                                            | 567 833              | 5 027 268 | 11.3           | 347        | 209           | 138           | 1636                     |                      | 345        | 1013       | 123        |
| 2002                                                                            | 629 173              | 5 361 042 | 11.7           | 372        | 234           | 138           | 1691                     |                      | 335        | 939        | 123        |
| 2003                                                                            | 629 173              | 5 455 679 | 11.5           | 372        | 237           | 135           | 1691                     |                      | 213        | 1051       | 123        |
| 2004                                                                            | 648 184              | 5 522 956 | 11.7           | 401        | 248           | 153           | 1616                     |                      | 248        | 1104       | 123        |
| 2006                                                                            | 700 000              | 5 692 004 | 12.3           | 523        | 255           | 268           | 1338                     |                      | 382        | 1161       | 123        |
| 2013                                                                            | 667 335              | 7 226 274 | 9.2            | 577        | 298           | 279           | 1156                     |                      | 380        | 1400       | 127        |
| 2016                                                                            | 672 149              | 6 134 642 | 11.0           | 490        | 341           | 149           | 1371                     |                      | 245        | 1248       | 130        |
| 2019                                                                            | 697 000              | 6 300 000 | 11.1           | 541        | 352           | 189           | 1288                     |                      | 302        | 751        | 132        |
| Fuente: Catholic-Hierarchy, que a su vez toma los datos del Anuario Pontificio. |                      |           |                |            |               |               |                          |                      |            |            |            |

## Episcopologio
- Francisco Xavier, C.O. † (3 de diciembre de 1834, pero el 11 de enero de 1834 falleció) (obispo electo póstumamente)

- Vicente do Rosayro, C.O. † (23 de diciembre de 1836-29 de abril de 1842 falleció)
- Gaetano Antonio Mulsuce, C.O. † (24 de mayo de 1843-25 de enero de 1857 falleció)
- Giuseppe Maria Bravi, O.S.B.Silv. † (25 de enero de 1857 por sucesión-15 de agosto de 1860 falleció)
  - Sede vacante (1860-1863)
- Ilarione Sillani, O.S.B.Silv. † (22 de septiembre de 1863-27 de marzo de 1879 falleció)
- Clemente Pagnani, O.S.B.Silv. † (11 de noviembre de 1879-20 de abril de 1883 nombrado vicario apostólico de Kandy)
- Christophe-Ernest Bonjean, O.M.I. † (20 de abril de 1883-3 de agosto de 1892 falleció)
- André-Théophile Mélizan, O.M.I. † (5 de marzo de 1893-27 de junio de 1905 falleció)
- Antoine Coudert, O.M.I. † (27 de junio de 1905 por sucesión-31 de marzo de 1929 falleció)
- Pierre-Guillaume Marque, O.M.I. † (16 de diciembre de 1929-4 de junio de 1937 falleció)
- Jean-Marie Masson, O.M.I. † (13 de junio de 1938-28 de julio de 1947 falleció)
- Thomas Benjamin Cooray, O.M.I. † (26 de julio de 1947 por sucesión-2 de septiembre de 1976 retirado)
- Nicholas Marcus Fernando † (21 de marzo de 1977-6 de julio de 2002 renunció)
- Oswald Thomas Colman Gomis (6 de julio de 2002-16 de junio de 2009 retirado)
- Albert Malcolm Ranjith Patabendige Don, desde el 16 de junio de 2009